# Pau Ballester i Convalia
Pau de Ballester i Convalia (Barcelona, 1927 – Ciutat de Mèxic, 31 de gener de 1984) fou un religiós català. El seu pare era banquer i la seva mare cirurgiana, descendent dels Ballester senyors de Queronea.

## Biografia
El trauma que suposà la guerra civil espanyola en la seva família determinà la seva vocació religiosa. Estudià el batxillerat i filosofia amb els caputxins de Sarrià. Decidí prendre els hàbits de l'orde i mentre estudiava a Arenys de Mar descobrí que la seva família havia ocupat part dels ducats d'Atenes i Neopàtria. El 1953 fou convidat per l'Església Ortodoxa Grega a estudiar teologia a Atenes, on fou ordenat diaca i el 1954 sacerdot a la Catedral d'Atenes. Immediatament fou nomenat arximandrita i traslladat al Patriarcat Ecumènic de Constantinoble (Istanbul). Allí es graduà en teologia i el patriarca Atenàgores I el nomenà abat i vicari patriarcal del monestir de Sant Nicolau (Istanbul).
Basant-se en els còdexs bizantins de la Biblioteca Patriarcal, traduí textos litúrgics de l'Església Ortodoxa al castellà que avui dia són els oficials per als cristians ortodoxos de parla espanyola. Treballà ecumènicament per la unió entre les esglésies catòlica i ortodoxa. El 1958 es nacionalitzà grec i marxà com a Vicari Arquebisbal a Mèxic per tal de fer-se càrrec de les comunitats ortodoxes d'Amèrica Central.
El 1970 fou nomenat bisbe auxiliar, amb el títol de la històrica seu de Nazianz (Capadòcia) amb jurisdicció sobre Mèxic, Amèrica Central, el Carib i Colòmbia; s'encarregà també de les comunitats ortodoxes de les Bahames, Veneçuela i Equador. Fou nomenat arximandrita i rector eclesiàstic de la colònia grega de Mèxic.
Alhora fou nomenat catedràtic de grec clàssic i etimologies a la Facultat de Filosofia i Lletres de la Universitat Nacional Autònoma de Mèxic (UNAM), d'Història i Literatura Universal a la Universitat Lasalle, d'història de la cultura a la Universitat Autònoma Metropolitana i a l'Institut Politècnic Nacional. A la ciutat de Mèxic, fundà el 1973 l'Institut Cultural Hel·lènic des d'on potencià la presència del teatre clàssic i per al qual va traduir del grec al castellà les obres d'Eurípides Hipòlit, Medea, Electra, Ifigènia en Àulida i Les Bacants, així com Lisístrata d'Aristòfanes i Edip Rei i Antígona de Sòfocles.
La seva amistat amb Carmen Romano, esposa del president de Mèxic José López Portillo el va convertir en una persona influent en l'àmbit cultural mexicà. El 22 de gener de 1984 fou atacat a trets pel general mexicà Rafael Román a la sortida de l'església i va morir uns dies després a causa de les ferides provocades. El seu assassí es va penjar a la seva cel·la de la presó de Tlalnepantla el 4 de febrer del mateix any.

## Obres
en grec
- Les relacions de les esglésies del nord africà amb les de la península Ibèrica, des de sant Cebrià a sant Agustí (1954)
- Estat actual de la problematologia del viatge de sant Pau a Espanya (1955)
- Osi de Còrdova (1955)

en anglès
- L'Església Ortodoxa i el moviment ecumènic (1960)